# Stadskanaal-West
Stadskanaal-West is een voormalig waterschap in de provincie Groningen.
Het schap werd ingesteld nadat een aantal belanghebbenden een verzoek aan de Commissaris der Provincie hadden gericht, met als doel de verplaatsing van de afwatering van het derde naar het vierde pand van het Stadskanaal.
De taken zijn op 1 mei 1962 overgedragen aan de gemeente Onstwedde (tegenwoordig Stadskanaal).